# Galium terrae-reginae
Galium terrae-reginae är en måreväxtart som beskrevs av Friedrich Ehrendorfer och Mcgill.. Galium terrae-reginae ingår i släktet måror, och familjen måreväxter. Inga underarter finns listade i Catalogue of Life.